# 稲佐神社
稲佐神社（いなさじんじゃ）は、佐賀県杵島郡白石町に鎮座する神社である。国史見在社の「稲佐雄神」に充てられている。旧社格は県社。この地に稲佐山泰平寺が開かれ神仏習合の痕跡が多数残る。

## 祭神
- 五十猛命
- 大屋津姫命
- 天神
- 女神
- 聖王神（聖王）
- 阿佐神（阿佐太子）

## 歴史
創祀年代は不詳であるが、「三代実録」に定観3年（861年）には従五位下、仁和元年（885年）には従五位上に叙せられたと記されている。
社伝によると天地開闢の頃に五十猛命を祀ったという。飛鳥時代に百済より阿佐王子が来朝し、この地に留まり居を定め、稲佐大神とともに両親を合祀した。阿佐王子が亡くなった後、阿佐王子も合祀された。
平安時代に入り、空海により稲佐泰平寺（稻佐山泰平寺、現在は大師堂、座主坊、観音院、玉泉坊の4坊が存在）が開かれ、その鎮守神として稲佐大明神が位置づけられ、真言寺十六坊と呼ばれる一大霊所となった。貞観3年（861年）8月24日、従五位下の神階を賜り、仁和元年（885年）2月10日に従五位上に昇った（『三代実録』）。その後、幾多の盛衰を繰り返したが、龍造寺氏や鍋島氏の保護を受け発展した。現在の本殿は、享保6年（1721年）に再建されたものである。旧県社。

## 祭事
- 祈年祭 - 2月28日
- かけ参り - 2月10 - 20日頃
- 秋季例祭 - 10月19日：流鏑馬。建久7年（1196年）に近在の地頭職白石五郎道益が武人に行わせたことが起源とされる[1]。
- 新穀感謝祭 - 12月 3日
- お火焚き - 12月26日

## 境内社
- 御嶽神社
- 八幡神社
- 天満神社
- 稲荷神社
- 忠霊神社

## 文化財等

### 佐賀県文化財

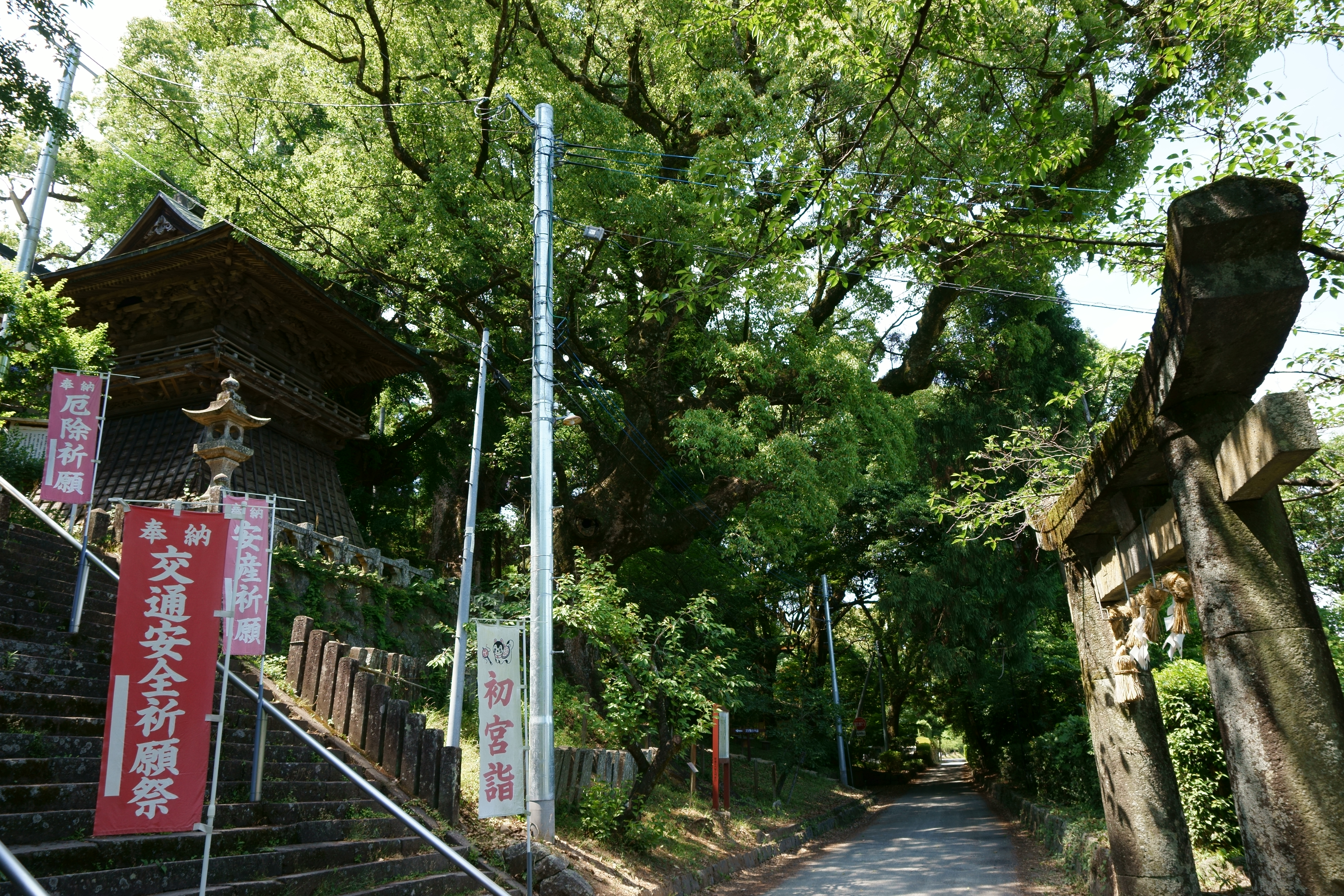
鐘楼そばの楠

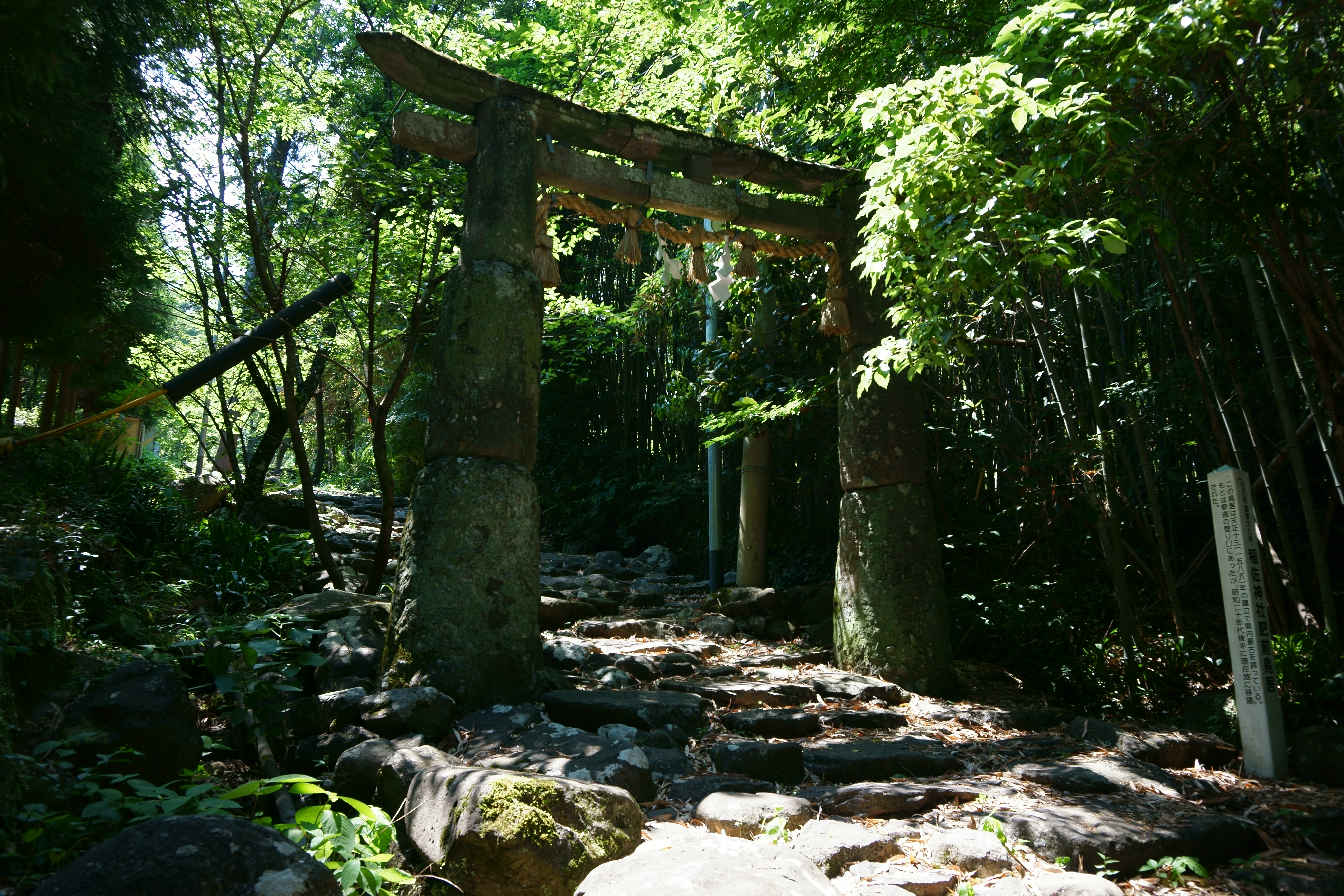
肥前鳥居

- 稲佐神社の楠 - 天然記念物。指定年月日：1965年（昭和40年）7月23日。樹齢600年以上の大楠が2株が指定されている[2]。

鐘楼東側の1株は、根回り26m、目通り幹回り10m、樹高17m、枝張り19m。
社務所東側の1株は、根回り19.2m、目通り幹回り10.5m、枝張り18.9m、樹高は26.5mあり、県内で最も高い楠として知られる。
- 石造肥前鳥居 - 重要文化財（建造物）。指定年月日：2021年（令和3年）5月11日。天正13年（1585年）の銘があり県内最古の肥前鳥居[3]。

肥前鳥居の特徴である、柱が下部ほど太くなる重厚で安定感のある容姿をもち、笠石と島木が一体化し両端部が流線形になり、笠木、島木、貫が柱に対し薄く上部構造が軽やかな造形となっている。また部材の素材・形状等が原初的な肥前鳥居である。柱は三本継ぎで高さが約3.8m。